# 耶穌聖名鎮
14°0′N 88°44′W / 14.000°N 88.733°W
耶穌聖名鎮（西班牙語：Nombre de Jesús），是薩爾瓦多的城鎮，位於該國西北部，由查拉特南戈省負責管轄，面積110.91平方公里，海拔高度139米，2007年人口4,484，人口密度每平方公里40.43人。